# Timonius pseudaffinis
Timonius pseudaffinis är en måreväxtart som beskrevs av Steven P. Darwin. Timonius pseudaffinis ingår i släktet Timonius och familjen måreväxter. Inga underarter finns listade i Catalogue of Life.